# 아냐 클링
아냐 클링(Anja Kling, 1970년 3월 22일 ~ )은 독일의 배우이다.

## 출연 작품
- 리틀 페어런트 (2018)
- 라스트 캅 스탠딩 - 더 윗니스 (2017)
- 선생님이 작아졌어요 (2015)
- 페이머스 파이브: 키린섬의 비밀 (2012)
- 에리어 49 (2010)
- 언더커버 러브 (2010)
- 파이널데이즈 (2008)
- 요절복통 프레드의 사랑찾기 (2006)
- 캐스팅 어바웃 (2004)
- 하늘을 나는 교실 (2002)
- 돌고래 (1999)